# Famułki Łazowskie
Famułki Łazowskie – wieś w Polsce położona w województwie mazowieckim, w powiecie sochaczewskim, w gminie Brochów.
W latach 1975–1998 miejscowość należała administracyjnie do województwa warszawskiego.
Na terenie wsi znajduje się zrujnowany cmentarz ewangelicki.